# Chen Din Hwa
Chen Din-hwa (en chino tradicional, 陳廷驊; en chino simplificado, 陈廷骅; Ningbó, 1923 - Hong Kong, 17 de junio de 2012) fue un empresario de Hong Kong, millonario y filántropo.  Fue conocido como el rey del algodón Yarn en Hong Kong.

## Biografía
Chen Din-hwa nació en Ningbó, Zhejiang, China continental, en 1923. Su familia era humilde y dejó la escuela a los 12 años, para trabajar como aprendiz a las órdenes de un comerciante de seda. Sin embargo, según se cuenta, su padre era un industrial de Shanghái, del sector textil. Cuando Chen tenía 22 años, ya era gerente de su propio negocio y poseía varias tiendas y negocios en Shanghái y Ningbó. En 1949, la familia de Chen se trasladó a Hong Kong, la próspera colonia británica. Allí creó un próspero negocio como fabricante de hilados de algodón llamado Nan Fung Mill.
En 1954, Chen creó Nan Fung Textiles (más tarde Nan Fung Textiles Consolidated Limited), siendo su presidente durante más de 50 años. Con el tiempo, la empresa pasó a llamarse Nan Fung Development Limited, compañía líder en la producción de hilo de algodón. A lo largo de los años, Chen introdujo una tecnología innovadora para mejorar la producción, convirtiendo a la planta de hilado en una de las empresas comerciales más importantes de Hong Kong en la década de 1970. El negocio se diversificó más tarde en la hilatura del algodón, el desarrollo inmobiliario, el transporte marítimo, las finanzas, la inversión en valores, la construcción, la administración de propiedades y la inversión extranjera. El nuevo nombre será entonces Nan Fung Group.
En 2009 le fue diagnosticado alzheimer y dejó el control de su empresa a su hija más pequeña, Vivien Chen, que formaba parte del entramado empresarial desde 1981. En 2010, su esposa Yang Foo Oi y su hija mayor Angela Chen, una arquitecta afincada en los Estados Unidos y, más tarde, en Hong Kong, demandaron a su hija menor y hermana, Vivian Chen, alegando que Chen Din-hwa fue engañado para transferir activos a un fondo fiduciario controlado por Vivian. Yang se divorció de su esposo en 2011. El matrimonio tuvo solo dos hijas. Como filántropo, Chen fundó la fundación homónima D.H. Chen Foundation, que presta servicios y becas en educación, bienestar y medicina. Chen Din-hwa murió el 17 de junio de 2012, a los 89 años de edad de cáncer de próstata.